# Dream Theater
Dream Theater – amerykańska grupa muzyczna wykonująca metal progresywny, założona w roku 1985 przez Johna Petrucciego (gitara), Johna Myunga (gitara basowa) i Mike’a Portnoya (perkusja). Po dołączeniu Kevina Moore’a (instrumenty klawiszowe) zespół obrał nazwę Majesty, którą zmienił na Dream Theater dopiero w roku 1987. Muzyka tej grupy to fuzja popularnych wówczas hard rocka i heavy metalu z jednej strony oraz rocka progresywnego z drugiej. Inspiracją dla Dream Theater była twórczość takich zespołów jak Kansas, Rush, Queensrÿche, Yes, Iron Maiden. Muzyka Dream Theater cechuje się ciężkim heavymetalowym brzmieniem, skomplikowaną formą typową dla rocka progresywnego (zmieniające się w czasie schematy rytmiczne i harmoniczne) oraz wykonawczą wirtuozerią. Zespół jest uważany za jeden z najważniejszych w historii metalu progresywnego. Do września 2010 roku działał w składzie James LaBrie, John Myung, John Petrucci, Mike Portnoy, Jordan Rudess.

## Historia

### 1985–1990
Zespół powstał na początku 1985 roku z inicjatywy dwóch studentów wyższej szkoły muzycznej Berklee College of Music w Bostonie – gitarzysty Johna Petrucciego i basisty Johna Myunga. W jednej z uczelnianych sal prób muzycy spotkali perkusistę Mike’a Portnoya, który po dwóch dniach wstąpił do ich zespołu. Członkowie grupy od razu przystąpili do prób i komponowania. Następnie do zespołu doszli Kevin Moore – klawiszowiec, starszy kolega Petrucciego, uczeń Stanowego Uniwersytetu Nowego Jorku we Fredonii i Chris Collins – wokalista, kolega z sąsiedztwa, którego usłyszeli śpiewającego nuta w nutę utwór „Queen of the Reich” zespołu Queensryche. Pierwsza nazwa zespołu – Majesty – została zainspirowana słowem  „majestic” (ang. majestatyczny, doniosły), jakim Mike Portnoy opisał końcową część utworu „Bastille Day” grupy Rush.
Portnoy, Petrucci i Myung mieli w tym okresie również inne zajęcia: nauka, praca i udzielanie korepetycji. Natłok obowiązków nakłonił ich do podjęcia decyzji o rzuceniu nauki i skupieniu się na zespole. Kevin Moore również porzucił naukę na uniwersytecie.
W roku 1986 Majesty wydali kasetę demo zatytułowaną Majesty demos. Demo nagrane zostało na czterościeżkowcu Mike’a Portnoya i zawierało 6 utworów naznaczonych wpływem zespołu Rush i innych progresywnorockowych i progresywnometalowych kapel. Nakład 1000 sztuk egzemplarzy rozszedł się w przeciągu 6 miesięcy między fanami rockowymi oraz metalowymi magazynami. Mike Portnoy wręczył jedną kopię kasety Jimowi Matheosowi – gitarzyście zespołu Fates Warning – dzięki czemu nagranie szybko rozprzestrzeniło się na progresywnometalowej scenie muzycznej.
Krótko po wydaniu dema grupa musiała zrezygnować z dotychczasowej nazwy, gdyż zespół jazzowy z Las Vegas, który również nazywał się Majesty, zagroził podjęciem kroków prawnych w związku z naruszeniem praw autorskich. Jednymi z nowych nazw branych pod uwagę były: „Glasser”, „M2”, „Magus”, „Ytse Jam”. Ostateczna nazwa – Dream Theater – została nadana, gdy Mike Portnoy dostał wiadomość od swojego ojca – Howarda – który opisywał mu kino w miasteczku Monterey w Kalifornii nazywające się Dream Theater.
W listopadzie 1986 roku – po kilku miesiącach wspólnego tworzenia i koncertowania – Chris Collins, którego wizja rozwoju twórczego nie zgadzała się z wizją pozostałej czwórki, opuścił zespół. Pod koniec 1987 roku jego miejsce zajął Charlie Dominici – gitarzysta i wokalista zespołu Franke and the Knockouts. Dream Theater zaczął ponownie i jeszcze intensywniej koncertować w Nowym Jorku i okolicach. Słuch o nich dotarł w końcu do Mechanic Records – oddziału korporacji muzycznej MCA (Music Corporation of America). Zespół podpisał w 1988 roku z wytwórnią swój pierwszy kontrakt płytowy od razu rozpoczynając prace nagraniowe.
Album When Dream and Day Unite został wydany 6 marca 1989 roku, z dużo mniejszym niż zespół oczekiwał rozgłosem. Pierwsza koncertowa trasa promocyjna obejmowała 5 koncertów w stanach Nowy Jork i Rhode Island. Po czwartym Charlie Dominici został wyrzucony z zespołu z powodu osobistych i twórczych konfliktów z pozostałymi muzykami. Charlie zaśpiewał jednak jeszcze raz, niedługo po zwolnieniu, kiedy zespół Marillion poprosił Dream Theater o otwarcie ich koncertu w Nowym Jorku.

### 1991–1994

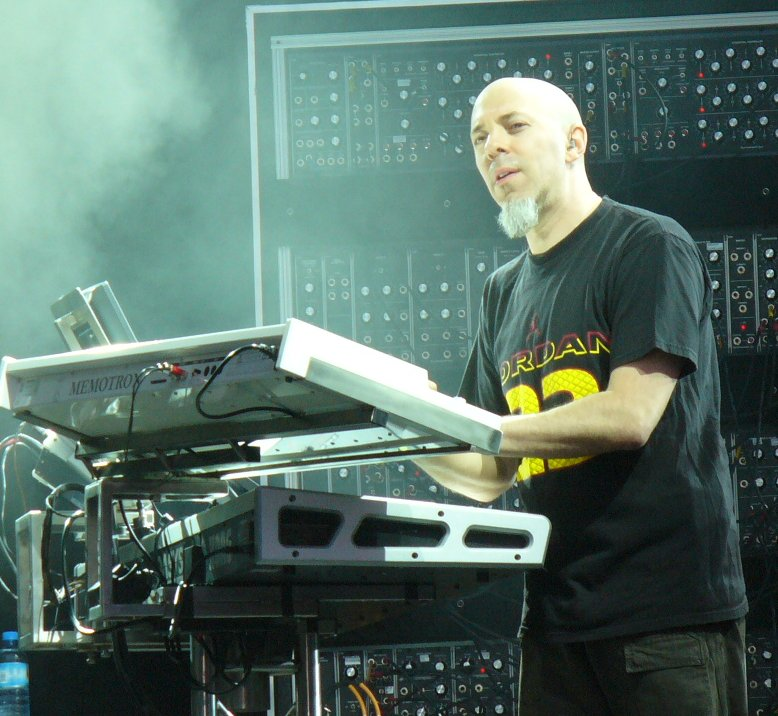
Jordan Rudess

Kontrakt z Mechanic Records nie był korzystny dla zespołu i po odejściu Dominiciego muzykom udało się go zerwać. Dream Theater rozpoczął poszukiwania nowego wokalisty tworząc jednocześnie materiał na kolejny album.
Steve Stone został przedstawiony jako nowy wokalista w połowie 1990 roku, w trakcie jednego z koncertów w Nowym Jorku. Steve zaśpiewał z zespołem trzy utwory, po czym został zwolniony, kiedy wyszło na jaw, że jego możliwości wokalne nie spełniają nawet minimum wymaganego przez zespół. Pięć miesięcy później zespół zagrał jeden koncert bez wokalisty i od tego czasu do połowy 1992 w ogóle nie wchodził na scenę. Cały ten czas poświęcony był poszukiwaniu nowego wokalisty i tworzeniu muzyki. W okresie tym powstała większość materiału na album Images and Words, a zespół przesłuchał ponad 200 śpiewaków – wszyscy zostali odrzuceni z różnych powodów.
Pod koniec 1991 roku zespół otrzymał przesyłkę z Kanady – taśmę z popisami wokalnymi niejakiego Kevina Jamesa LaBrie, członka glamrockowej kapeli Winter Rose. Po wysłuchaniu nagrania muzycy zaprosili Kevina do Nowego Jorku na przesłuchanie na żywo. Po tym przesłuchaniu LaBrie został wokalistą Dream Theather i postanowił porzucić swoje pierwsze imię, żeby uniknąć mylenia go z Kevinem Moore’em.
Przez następne kilka miesięcy zespół pracował nad partiami wokalnymi do opracowanych do tej pory utworów i wznowił koncertowanie – nadal głównie w Nowym Jorku i okolicach. W 1992 roku zespół podpisał siedmiopłytowy kontrakt z oddziałem wytwórni muzycznej Elektra Records – ATCO Records.
Pierwsza płyta pod flagą nowego wydawcy została wydana 7 lipca 1992 roku. Promocja albumu Images and Words poprzedzona była wydaniem singla i wideoklipu do utworu Another Day, ale ani singel ani klip nie odniosły większego sukcesu. Inaczej było z następnym singlem: Pull Me Under. Wspiął się on na 10. miejsce listy popularności amerykańskiego magazynu Billboard. W ślad za tym sukcesem producent nagrał teledysk, który przez kilkanaście tygodni wyświetlany był regularnie w MTV. Trzecim teledyskiem promującym Images and Words był „Take the Time”. Nie odniósł on jednak tak znaczącego sukcesu jak jego poprzednik.
Trasa koncertowa promująca Images and Words obejmowała całe Stany Zjednoczone i Japonię. Mnogość koncertów wraz z sukcesem singla Pull Me Under spowodowały, że sprzedaż płyt osiągnęła poziom klasyfikujący album do Złotej Płyty w Stanach (sprzedane ponad 500 000 egzemplarzy) i Platynowej Płyty w Japonii (sprzedane ponad 250 000 egzemplarzy). Images And Words jest do tej pory największym komercyjnym sukcesem Dream Theater.
Europejska trasa koncertowa zaowocowała nagraniem pierwszego oficjalnego albumu koncertowego: Live at the Marquee. Trwające nieco ponad 45 minut wideo zawiera 6 utworów nagranych 23 kwietnia 1993 w klubie jazzowym Marquee w Londynie. 4 miesiące później – 26 sierpnia, zespół zagrał koncert w Tokio. Prawie cały ten koncert, trzy dotychczas nagrane teledyski, wywiady i pozakulisowe fragmenty z nagrań znalazły się na kolejnym oficjalnym albumie wideo Images and Words: Live in Tokyo.
W maju 1994 roku pełni zapału do pracy nad nowym materiałem muzycy wrócili do studia nagraniowego. Następne 3 miesiące spędzili tworząc wspólnie materiał na trzeci krążek – Awake. Płyta wydana została 4 października 1994 roku, pod flagą wytwórni muzycznej EastWest Records. Z powodu cięższego niż dotychczas brzmienia wywołała falę niezadowolenia wśród dużej części dotychczasowych fanów, jednak dobrze odebrana została przez krytyków i pozyskała zespołowi nowych odbiorców. Krótko przed zakończeniem nagrań i przystąpieniem do miksowania materiału Kevin Moore zadeklarował zaskoczonej reszcie zespołu swoje odejście. Wiadomość ta przybiła muzyków, którzy od ledwie dwóch lat cieszyli się stabilnością składu. Decyzja Kevina była jednak nieodwołalna. Zmęczony podróżniczym trybem życia i związany zespołowym graniem indywidualista odszedł, by tworzyć własną muzykę.
Zamiast ruszyć w trasę koncertową muzycy musieli skoncentrować się na poszukiwaniu nowego klawiszowca. Dzięki reputacji, jaką do tej pory uzyskali, nie mogli narzekać na brak ochotników. Tym, który przykuł ich uwagę, był Jordan Rudess, zdobywca tytułu Best New Talent amerykańskiego magazynu klawiszowców Keyboard Magazine w 1994 roku. Zespół skontaktował się z Rudessem i zaprosił go do wspólnego zagrania koncertu w mieście Burbank w Kalifornii. Koncert wypadł nadspodziewanie dobrze dla wszystkich zainteresowanych i Rudess otrzymał propozycję objęcia pozycji klawiszowca na stałe. Na nieszczęście „Dreamów”, w tym samym czasie otrzymał on propozycję koncertowania z progresywnorockowym zespołem Dixie Dregs i to właśnie na nią przystał. Według oceny Rudessa praca z Dream Theater wymagałaby zbyt dużego zaangażowania, na które nie mógł sobie w tamtym okresie pozwolić.
Rozczarowani decyzją Rudessa muzycy zatrudnili Dereka Sheriniana, klawiszowca współpracującego z zespołami KISS i Alice Cooper. Sherinian wynajęty został na czas trwania trasy koncertowej promującej album Awake, a po jej zakończeniu zatrudniony na stałe.

### 1995–1998

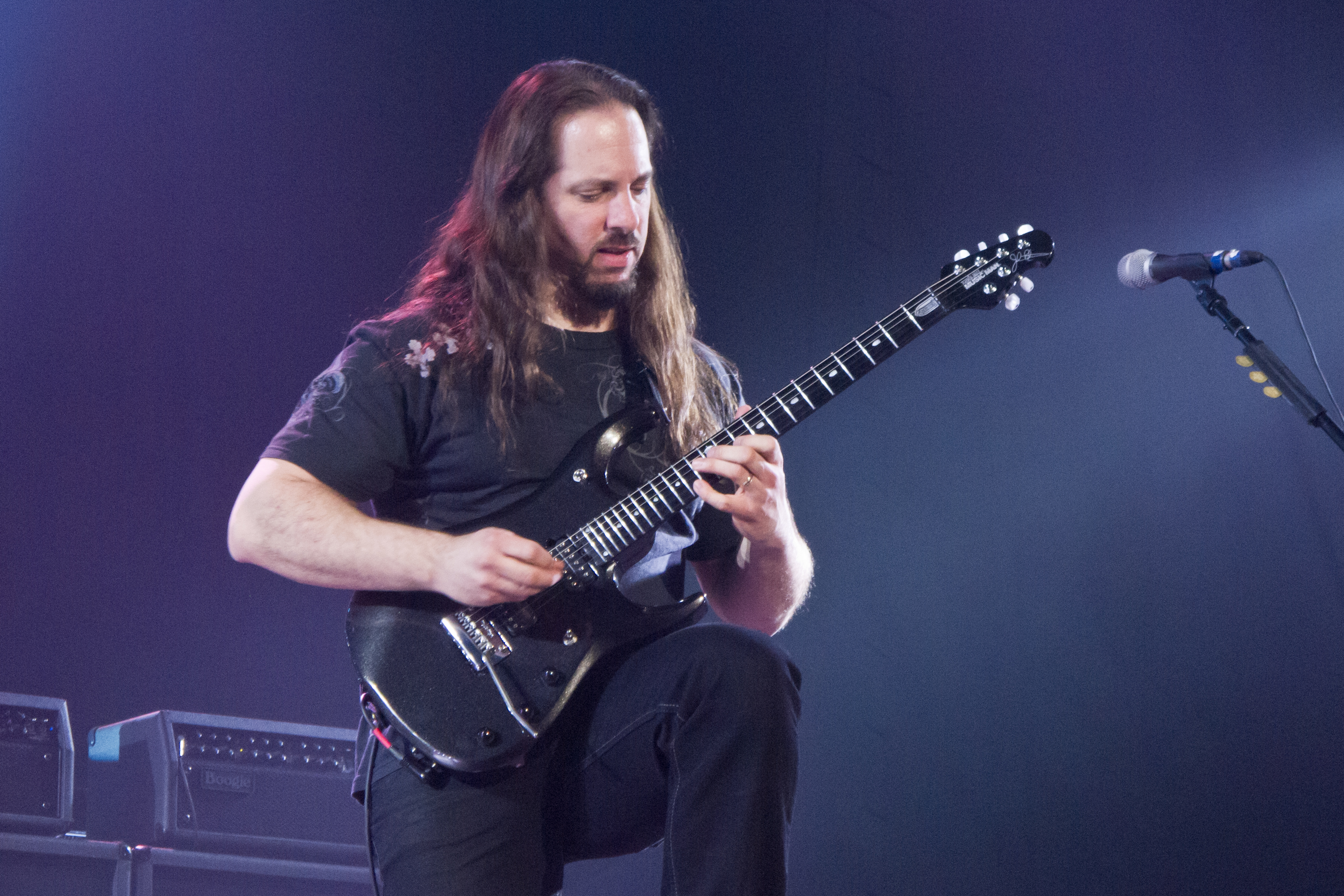
John Petrucci

W kwietniu 1995 roku Dream Theater wkroczył do studia nagraniowego BearTrack w Nowym Jorku, żeby zrearanżować utwór „A Change of Seasons”. Historia tej kompozycji sięga 1989 roku – wtedy właśnie została stworzona z zamiarem umieszczenia jej na płycie Images and Words, do czego nie doszło z powodu jej prawie 17-minutowego czasu trwania. Utwór został odłożony na półkę na inną okazję. Zespół powracał do niego od czasu do czasu obrabiając go i grając na koncertach, ku wielkiej radości słuchaczy. Nie wiadomo jaki los spotkałby to dzieło, gdyby nie nieustające i zjednoczone naciski fanów korzystających z najpopularniejszej w tamtym okresie formy komunikacji między wielbicielami Dream Theater – listy mailingowej YtseJam. W 1995 roku wysłali oni petycję do wytwórni muzycznej EastWest Records, co zaowocowało wspomnianym powyżej rozpoczęciem prac nad rearanżacją i nagraniem „A Change of Seasons”. Album wydany został jako minialbum pod tym samym tytułem. Czas trwania tytułowej kompozycji wydłużył się do ponad 23 minut, do czego przyczynił się znacznie, rozpoczynający pracę z zespołem, Derek Sherinian.
Po krótkiej trasie koncertowej promującej A Change of Seasons muzycy zrobili sobie kilkumiesięczną przerwę od siebie, pisząc indywidualnie materiał na kolejną płytę. W międzyczasie w wytwórni płytowej zespołu – EastWest Records – nastąpiło kilka zmian personalnych, wynikiem czego główny kontrakt wygasł. Nowa ekipa wytwórni nie była do końca zadowolona z tego, co robi Dream Theater, i wymusiła na nich nagranie albumu, który miałby szansę rozprzestrzenić się poza dotychczasowe audytorium.
W czerwcu 1996 roku zespół wkroczył do studia nagraniowego Avatar Studios. Duży wpływ na materiał, który powstał w ciągu następnych dwóch miesięcy, miał zatrudniony przez EastWest producent i tekściarz – Desmond Child. Utwór „You Not Me” został przez niego tak przerobiony, że ledwo przypomina oryginalną wersję Petrucciego zatytułowaną „You Or Me”.
23 września 1997 roku album Falling into Infinity ujrzał światło dzienne. 140 minut materiału stworzonego w ciągu ubiegłych kilku miesięcy decyzją wytwórni zostało obcięte o prawie połowę. Zarząd EastWest uważał, że dwupłytowe wydawnictwo nie uzyska pożądanego odbioru wśród szerokich rzesz słuchaczy, na jakie liczył. Płyta wywołała mieszane odczucia wśród dotychczasowych fanów Dream Theater. Opinie krytyków i zyski ze sprzedaży rozczarowały wydawcę, ale nie członków zespołu, dla których praca nad tym albumem była prawdziwą udręką spowodowaną ograniczeniem swobody twórczej przez wydawcę.
Europejska część trasy koncertowej promującej Falling Into Infinity zaowocowała wydaniem albumu koncertowego Once in a Livetime, zawierającego utwory wykonane podczas występów we Francji i Holandii. Album ten został również wydany jako wideo zatytułowane 5 Years in a Livetime.
W 1997 roku Mike Portnoy przyjął propozycję Mike’a Varneya z wytwórni płytowej Magna Carta Records dotyczącą stworzenia progresywnej supergrupy. W skład zespołu, który obrał nazwę Liquid Tension Experiment, weszli: Mike Portnoy na perkusji, John Petrucci na gitarze, Tony Levin z King Crimson na gitarze basowej i Jordan Rudess, który właśnie zakończył współpracę z Dixie Dregs, na instrumentach klawiszowych. Portnoy i Petrucci wykorzystali nadarzającą się okazję i zaczęli ponownie zachęcać Rudessa do dołączenia do Dream Theater. W 1999 roku Rudess przyjął propozycję i został zatrudniony jako klawiszowiec.

### 1999–2006

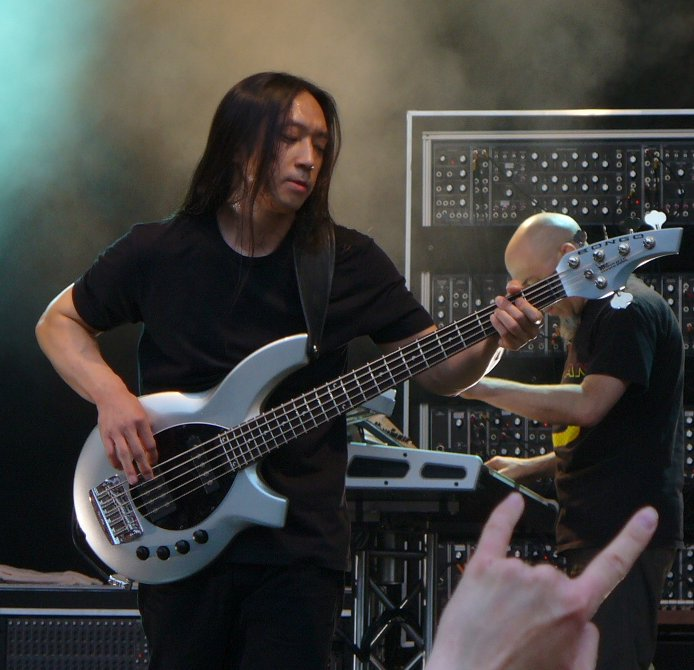
John Myung

W lutym 1999 roku Dream Theater wkroczył do studia nagraniowego BearTracks i rozpoczął tworzenie i nagrywanie kolejnego albumu. Tym razem, prawdopodobnie w konsekwencji porażki Falling into Infinity, wydawca dał zespołowi całkowitą swobodę twórczą. Na pierwszy ognień muzycy wzięli 20-minutowy utwór napisany w trakcie tworzenia materiału na poprzedni album, ale nie wykorzystany na nim – kontynuację „Metropolis Part 1” z Images and Words. Grupa zdecydowała, wspólnie z nowym klawiszowcem, przerobić i rozszerzyć tę kompozycję w album koncepcyjny, którego fabuła wije się pośród wątków takich jak reinkarnacja, zbrodnia i zdrada.
Proces tworzenia i nagrywania albumu, jego koncepcja, muzyka, a nawet tytuł, otoczone były tajemnicą, jednak informacje o liście utworów i planowanej dacie wydania wyciekły na zewnątrz. 26 października 1999 roku Metropolis Pt. 2: Scenes from a Memory został wydany. Płyta oceniona została przez wielu fanów i krytyków jako najlepsze wydawnictwo Dream Theater, mimo że na listach przebojów nie osiągnęła wysokich pozycji. Scenes from a Memory jest często porównywany do innego albumu koncepcyjnego wydanego 10 lat wcześniej – Operation: Mindcrime zespołu Queensryche.
Trasa koncertowa promująca Scenes from a Memory trwała ponad rok i obejmowała kraje i miejsca, których Dream Theater nigdy dotąd nie odwiedzał. Ostatni koncert północnoamerykańskiej części trasy został zarejestrowany i wydany 30 sierpnia 2000 roku jako DVD pod tytułem Metropolis 2000: Scenes from New York i CD pod tytułem Live Scenes from New York. Specjalnie na ten koncert zatrudniony został aktor Kent Broadhurst, który zagrał rolę hipnoterapeuty, oraz chór gospel pod przewodnictwem Theresy Thomason.
Jesienią 2001 roku Dream Theater wkroczył do studia nagraniowego BearTracks, żeby nagrać kolejny, szósty album. Dwupłytowy LP zatytułowany Six Degrees of Inner Turbulence został wydany 29 stycznia 2002 roku. Druga płyta zawierała najdłuższą w historii zespołu – 8-częściową, 42-minutową kompozycję. Six Degrees został bardzo dobrze odebrany przez krytyków i fanów zespołu i osiągnął najwyższe od czasów Awake pozycje na listach przebojów.
Kolejne półtora roku Dream Theater koncertował promując swój szósty album.
Tuż po zakończeniu trasy koncertowej zespół nagrał kolejny album. Wydany 11 listopada 2003 roku, najcięższy do tej pory LP, zatytułowany Train of Thought został nagrany w ciągu około trzech tygodni. Album otrzymał pozytywne opinie krytyków i pozyskał grupie nowych fanów pośród słuchaczy tradycyjnego heavy metalu.
Zagrany 26 kwietnia 2004 roku w Tokio w ramach trasy promocyjnej koncert został zarejestrowany i następnie, 5 października 2004 roku wydany jako CD i DVD pod tytułem Live at Budokan.
Prace nagraniowe kolejnego albumu rozpoczęły się po zakończeniu trasy koncertowej Train of Thought, w listopadzie 2004 roku w studiu nagraniowym Hit Factory w Nowym Jorku. Jak się później okazało, Dream Theater był ostatnią grupą muzyczną, która nagrywała w tym studiu.
LP Octavarium został wydany 7 czerwca 2005 roku i, jak większość wydawnictw Dream Theater, pozyskał grupie nowych słuchaczy i wywołał mieszane uczucia wśród dotychczasowych fanów. Niektórzy z nich zarzucali zespołowi zbyt wyraźne uzewnętrznianie inspiracji muzycznych w niektórych utworach.
Octavarium był ostatnim albumem nagranym w ramach siedmiopłytowego kontraktu z wytwórnią muzyczną Electra Records. Zespół nie przedłużył go po wygaśnięciu.
W 2005 i 2006 roku Dream Theater koncertował promując Octavarium i świętując 20-lecie swojego istnienia. Ostatni koncert w ramach tej trasy odbył się 1 kwietnia 2006 w Nowym Jorku i zagrany został z udziałem orkiestry symfonicznej „Octavarium Orchestra”. Koncert został oficjalnie zarejestrowany i wydany jako CD i DVD 29 sierpnia 2006 roku pod tytułem Score przez wytwórnię Rhino Records.
1 września 2006 roku zespół rozpoczął nagrywanie kolejnego albumu w studiu nagraniowym Avatar Studios w Nowym Jorku. 26 stycznia 2007 prace nagraniowe zostały zakończone.

### Od 2007

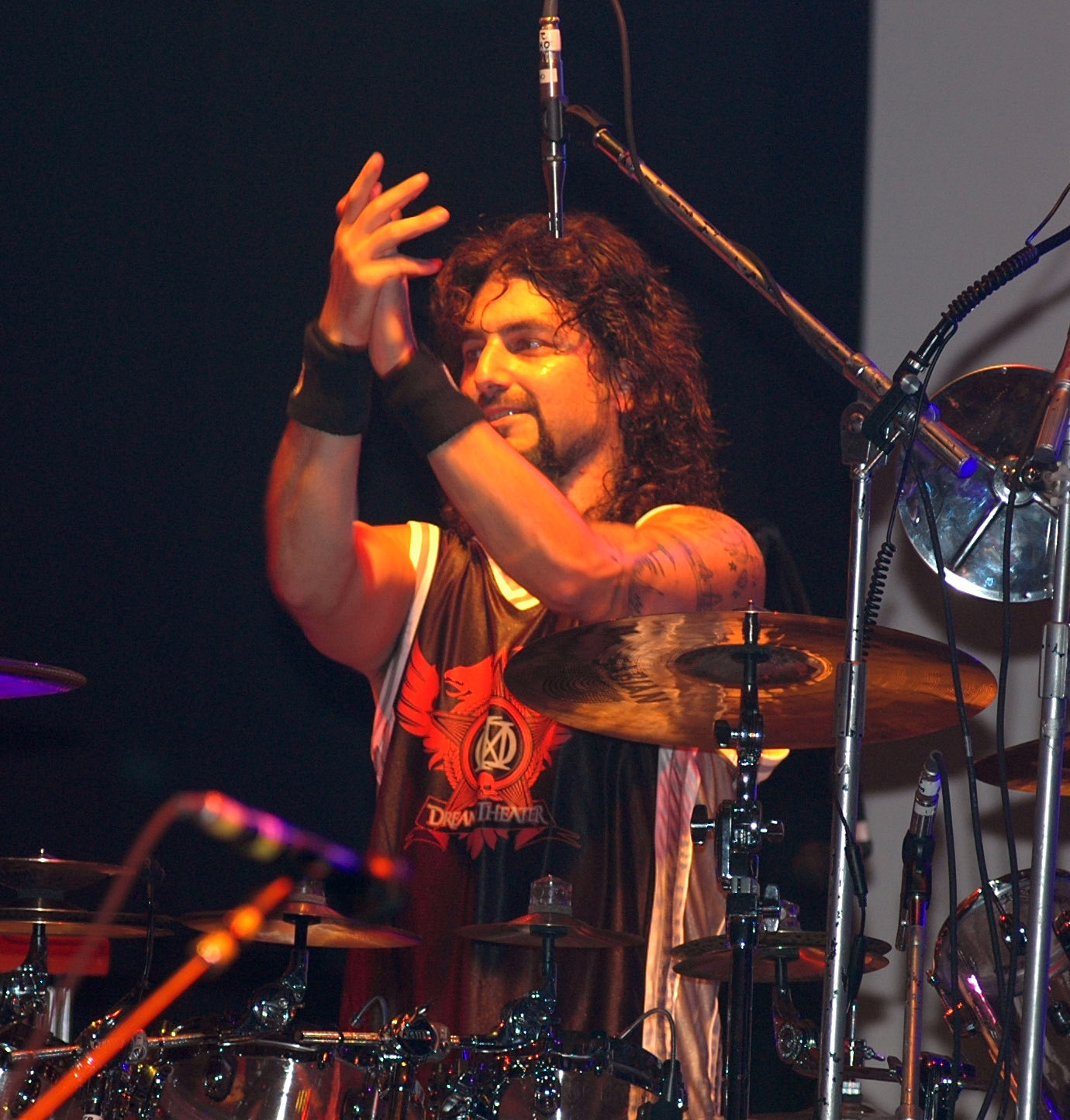
Mike Portnoy

8 lutego 2007 roku Dream Theater ogłosił podpisanie kontraktu z wytwórnią płytową Roadrunner Records. Kilka miesięcy później, 5 czerwca 2007 roku zespół wydał dziewiąty studyjny album zatytułowany Systematic Chaos. Płyta wydana została w dwóch wersjach: CD oraz rozszerzonej składającej się ze standardowego krążka CD oraz płyty DVD zawierającej wszystkie utwory w standardzie dźwięku Dolby Surround i wyreżyserowany przez Mike’a Portnoya 90-minutowy dokument filmowy Chaos in Progress – The Making of Systematic Chaos.
Trasa koncertowa Chaos in Motion – World Tour 2007/2008 promująca nowy album rozpoczęła się 3 czerwca 2007 roku występem na festiwalu „Gods of Metal” w Mediolanie. Jednym z punktów tej trasy był występ w katowickim „Spodku”.
7 października 2008 Dream Theater rozpoczął prace nad swoim 10 albumem studyjnym. 13 marca 2009 zespół ogłosił zakończenie nagrywania materiału na nowy album. Black Clouds & Silver Linings ukazał się 23 czerwca 2009 roku.
8 września 2010 perkusista Mike Portnoy odszedł z zespołu. Głównym powodem odejścia Portnoya miał być brak porozumienia z pozostałymi członkami Dream Theater odnośnie do tymczasowego zawieszenia działalności zespołu. W 2011 roku stanowisko perkusisty objął Mike Mangini, znany m.in. ze współpracy z grupami Annihilator i Extreme.

## Występy w Polsce
- 9 października 2000 – Bydgoszcz, hala Astoria. Gość specjalny: Porcupine Tree[5].
- 10 października 2000 – Kraków, hala Wisła. Gość specjalny: Porcupine Tree[5].
- 28 czerwca 2002 – Kraków, hala Wisła. Gość specjalny: brak.[5]
- 4 października 2005 – Poznań, hala Arena. Gość specjalny: brak.[5]
- 12 czerwca 2007 – Katowice, hala Spodek. Gość specjalny: Riverside[2].
- 2 października 2007 – Warszawa, hala Torwar. Gość specjalny: Symphony X[6].
- 30 września 2009 – Bydgoszcz, hala Hala Łuczniczka podczas Progressive Nation 2009 wraz z zespołami  Opeth, Bigelf i Unexpect[7].
- 28 lipca 2011 – Katowice, hala Spodek. Gość specjalny: Amplifier
- 29 stycznia 2012 – Poznań, hala Arena. Gość Specjalny: Periphery (support nie zagrał. Z przyczyn technicznych, koncert rozpoczął się godzinę później niż było planowane, więc wystąpił jedynie Dream Theater)
- 5 lutego 2014 – Katowice, hala Spodek.
- 14 lipca 2014 – Gdynia, hala Gdynia
- 27 czerwca 2015 – Katowice, hala Spodek (podczas Metal Hammer Festival)
- 30 lipca 2015 – Kostrzyn nad Odrą, 21. Przystanek Woodstock
- 16 maja 2017 – Katowice, hala Spodek, „Images, Words & Beyond 25th Anniversary Tour” (25-lecie płyty „Images and Words).
- 13 lipca 2019 – Warszawa, Scena Letnia Progresji, festiwal „Prog In Park III”
- 16 lutego 2020 – Wrocław, Hala Orbita, "Distance Over Time Tour + 20 Years Of Metropolis Pt. 2"
- 24 maja 2022 – Kraków, Tauron Arena, "Top of the World Tour". Gość specjalny: Devin Townsend
- 3 listopada 2024 – Łódź, Atlas Arena, "40th Anniversary Tour"
- 23 czerwca 2025 – Sopot, Opera Leśna, "40th Anniversary Tour"

## Charakterystyka kompozycji

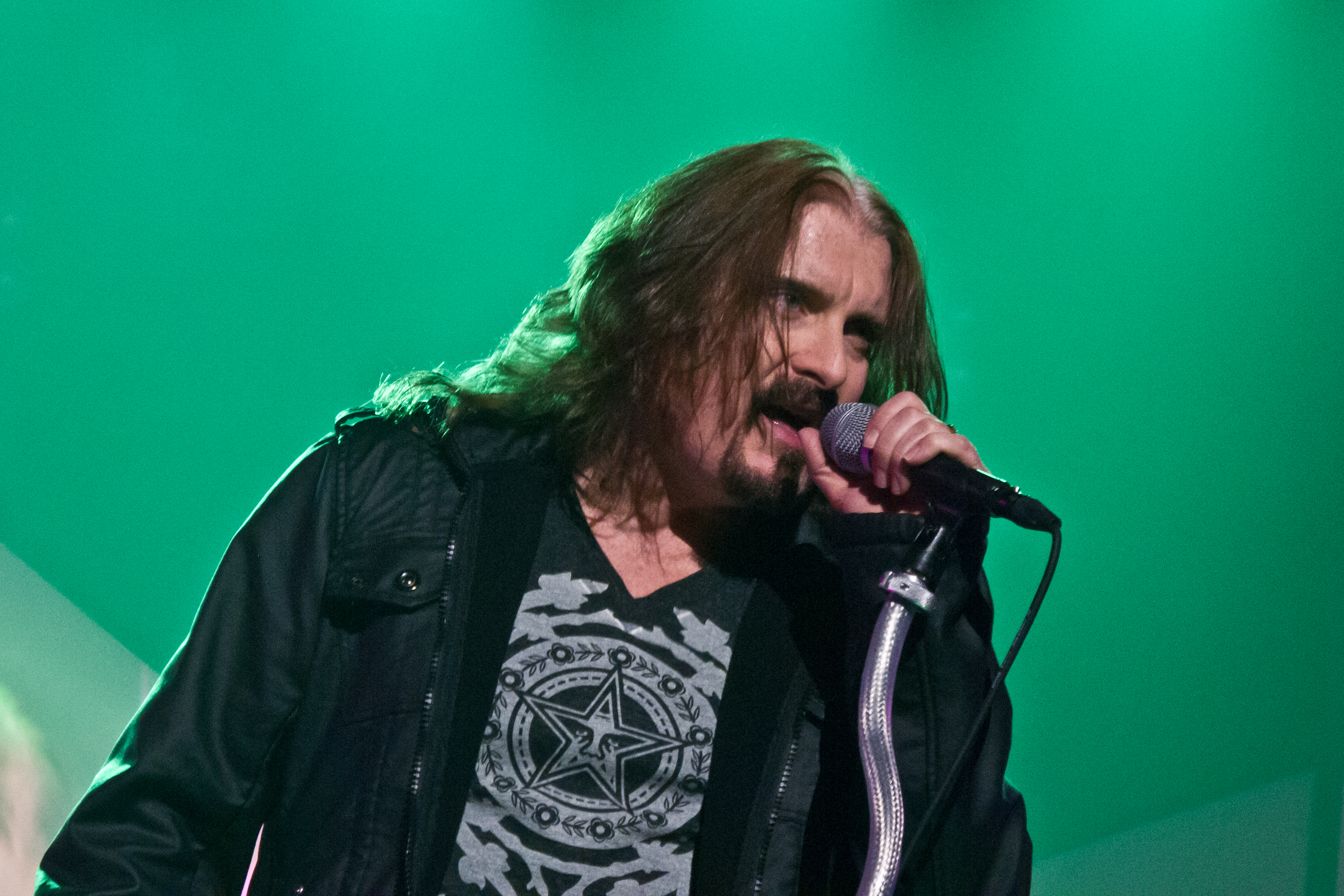
James LaBrie

Muzycy Dream Theater stosują kilka specyficznych trików muzycznych, wplatając je w swoje kompozycje. Większość z nich jest zauważalna tylko dla wytrawnych słuchaczy, przez co stanowi dodatkową atrakcję dla fanów twórczości zespołu. Te muzyczne eksperymenty grupa rozpoczęła wprowadzać na albumie Awake, ale ich prawdziwy „rozkwit” odnotować można począwszy od Metropolis Pt. 2: Scenes from a Memory, kiedy to Dream Theater uzyskał całkowitą swobodę twórczą od swojej wytwórni płytowej.
- Począwszy od Train of Thought zespół wprowadza w swoje kompozycje drobne i ukryte elementy muzyczne wychwytywalne jedynie przez najbardziej oddanych fanów. Najsłynniejszym z tych smaczków jest ulubione niecenzuralne powiedzonko Mike’a Portnoya „eat my ass and balls” zakodowane alfabetem Morse’a i odegrane w środkowej części utworu „In the Name of God” (od 5:50 do 6:07)[8].
- Dźwięk gramofonu odtwarzającego jałową ścieżkę płyty na końcu ostatniego utworu z albumu Metropolis Pt. 2: Scenes from a Memory: Finally Free powtarza się na początku pierwszego utworu z kolejnego albumu – Six Degrees of Inner Turbulence – The Glass Prison. Końcowy, zanikający akord ostatniego utworu z albumu Six Degrees of Inner Turbulence powtarza się na początku pierwszego utworu z kolejnego albumu – Train of Thought – As I Am. Ostatnia nuta ostatniego utworu z albumu Train of Thought: In the Name of God powtarza się na początku pierwszego utworu z kolejnego albumu – Octavarium – The Root of All Evil. Złamaniem tego standardu jest album Octavarium, którego ostatni dźwięk jest tym samym, który go rozpoczyna. Zbieżność ta nie występuje na kolejnym albumie Systematic Chaos.
- Trzy części utworu The Glass Prison z albumu Six Degrees of Inner Turbulence, dwie części utworu This Dying Soul z albumu Train of Thought, dwie części utworu The Root of All Evil z albumu Octavarium, dwie części „Repentance” z albumu Systematic Chaos oraz trzy części „The Shattered Fortress” z albumu Black Clouds & Silver Linings tworzą razem dwunastoczęściową suitę ze słowami Mike’a Portnoya, opisującą jego zaangażowanie w dwunastoetapowy program wychodzenia z alkoholizmu autorstwa Billa Wilsona. Utwory te łączą wspólne riffy i fragmenty tekstu. Są one również tematycznie i muzycznie powiązane z utworami The Mirror i Lie z albumu Awake. Suita, nazywana nieoficjalnie Alcoholics Anonymous suite, choć Mike Portnoy woli, by nazywać ją 12 Steps Saga, w zamierzeniu ma być wykonywana podczas koncertów w całości. pierwsze wykonania spodziewane są w trakcie trasy Progressive Nation 2009.
- Jedna z technik kompozytorskich Dream Theater polega na powtarzaniu i rozbudowywaniu lub dzieleniu pewnego elementu muzycznego w różnych fragmentach całego utworu. Przykładem może być utwór 6:00 z albumu Awake. Po 11-sekundowym wprowadzeniu rozpoczyna się przedrefrenowa wstawka połączona z riffami refrenu (0:11 do 0:44). Ta sama wstawka, jednak bez głównego refrenu powtarza się nieco później (1:33) a główny refren kontynuowany jest od 2:11. Całość zagrana jest pod koniec utworu, od 4:41.
Technika ta stosowana jest m.in. w utworach Peruvian Skies, Blind Faith i Endless Sacrifice.
- Cytaty muzyczne, czyli kopiowanie danego fragmentu utworu w innym miejscu jego samego lub w innej kompozycji:
  - Solo gitarowe z utworu Take Away My Pain (od 3:35) jest zacytowane w solo gitarowym w utworze These Walls (4:43),
  - Temat muzyczny utworu Wait for Sleep jest zacytowany w Learning to Live (8:11) i dwukrotnie w Just Let Me Breathe (3:39 i 5:21),
  - Temat muzyczny utworu Learning to Live jest zacytowany w Another Day (2:53),
  - Temat muzyczny utworu Space Dye Vest jest kilkakrotnie cytowany w różnych utworach z albumu Awake,
  - Jedna z melodii utworu The Mirror zacytowana jest w końcowej części Lie (5:14),
  - jeden z tematów muzycznych utworu Erotomania zacytowany jest w A Change of Seasons (2:48),
  - Melodia wokalna utworu Metropolis Part 1 (od 8:28) jest zacytowana w Overture 1928 (1:34), a tekst tego fragmentu, ze słowem Metropolis zamienionym na Victoria w Home (6:49). Również inne fragmenty tekstu z Metropolis part 1 są wyrecytowane w Home (5:17). We wstępie do utworu Home Mike Portnoy gra na hi-hacie rytm z Metropolis part 1 (2:35). Generalnie cały album Metropolis Pt. 2: Scenes from a Memory jest pełen zapożyczeń muzycznych i tekstowych z Metropolis part 1, a instrumentalnyThe Dance of Eternity jest skomponowany na bazie różnych elementów tego utworu.
  - Fragmenty wszystkich utworów z albumu Octavarium odtwarzane są, począwszy od 18:40, w tle czwartej części „Octavarium”:
    - „Take all of me” z The Root of All Evil (3:03)
    - „Don't let the day go by” z The Answer Lies Within (4:21)
    - „Tear down these walls for me” z These Walls (2:05)
    - „I walk beside you” z I Walk Beside You (1:06)
    - „Hysteria” z Panic Attack (3:55)
    - „What would you say” z Never Enough (2:49)
    - „All praised as sacrificed sons” z Sacrificed Sons (3:26)
    - „Medicate me” z Octavarium (10:08)

  - Muzyczne cytaty obcego autorstwa:
    - Utwór Acid Rain zespołu Liquid Tension Experiment jest dwukrotnie zacytowany w Fatal Tragedy (4:21 i 6:33),
    - Melodia piosenki Teddy Bears Picnic jest zacytowana w Sacrificed Sons (7:02),
    - Melodia piosenki Jingle Bells jest zacytowana w Octavarium (17:47),
    - Fragmenty utworów Have A Cigar (Pink Floyd) i Enter Sandman (Metallica) są zacytowane w Peruvian Skies (7:10) na koncercie pt. Once in the LIVEtime
    - Fragment utworu Battle Hymn of the Republic jest zacytowany w tle In the Name of God (12:56),
    - Fragment utworu Within You Without You zespołu The Beatles jest zacytowany w „To Live Forever” z wideo Images and Words: Live in Tokyo,
    - Na koncercie pt. Once in the LIVEtime w skład solówki gitarowej wchodzi fragment utworu Lot Trzmiela (Nikołaj Andriejewicz Rimski-Korsakow),

  - Literackie cytaty obcego autorstwa:
    - Trzecia, zatytułowana Full Circle, część utworu Octavarium w warstwie tekstowej jest swego rodzaju pokłonem Mike’a Portnoya w stronę jego ulubionych utworów, zespołów i osób. Tekst ten zawiera następujące tytuły utworów, nazwy zespołów, fragmenty tekstów i nazwiska: Day Tripper, Seven Seas of Rhye zespołu Queen, Lucy In The Sky With Diamonds, Get Back zespołu The Beatles, Supper's Ready i Cinema Show zespołu Genesis, Careful With That Axe Eugene zespołu Pink Floyd, Machine Messiah zespołu Yes, My Generation zespołu The Who, Show Me The Way Petera Framptona, Light My Fire zespołu The Doors, Day For Night zespołu Spock’s Beard, Gabba Gabba Hey z utworu Pinhead zespołu Ramones i Hey Hey My My Neila Younga. Wymienione są także nazwiska muzyka Stevena Wilsona, byłego wokalisty Judas Priest Tima „Rippera” Owensa, frontmana zespołu Van Halen Davida Lee Rotha, i seryjnego mordercy Kuby Rozpruwacza (ang. Jack the Ripper).

  - Six Degrees of Inner Turbulence, szósty studyjny album Dream Theater, zawiera sześć utworów, Train of Thought, siódmy studyjny album, zawiera siedem utworów, Octavarium, ósmy studyjny album, zawiera osiem utworów.

## Muzycy

### Obecny skład zespołu
- James LaBrie – śpiew (od 1991)
- John Myung – gitara basowa, chapman stick (od 1985)
- John Petrucci – gitara elektryczna, śpiew (od 1985)
- Jordan Rudess – instrumenty klawiszowe, continuum, gitara hawajska (od 1999)
- Mike Portnoy – perkusja, instrumenty perkusyjne (od 1985 – 2010, od 2023)

### Byli członkowie zespołu
- Chris Collins – śpiew (1986)
- Charlie Dominici – śpiew (1987–1990)
- Kevin Moore – instrumenty klawiszowe (1986–1994)
- Derek Sherinian – instrumenty klawiszowe (1995–1999)
- Mike Mangini – perkusja (2011–2023)

## Dyskografia
Albumy studyjne
- When Dream and Day Unite (1989)
- Images and Words (1992)
- Awake (1994)
- Falling into Infinity (1997)
- Metropolis Pt. 2: Scenes from a Memory (1999)
- Six Degrees of Inner Turbulence (2002)
- Train of Thought (2003)
- Octavarium  (2005)
- Systematic Chaos (2007)
- Black Clouds & Silver Linings (2009)
- A Dramatic Turn of Events (2011)
- Dream Theater (2013)
- The Astonishing (2016)
- Distance Over Time (2019)
- A View from the Top of the World (2021)
- Parasomnia (2025)